# Socco
Socco (Sòcch in dialetto brianzolo, Socció in dialetto comasco) è una frazione di Fino Mornasco. Conta circa 2 200 abitanti, sviluppandosi in modo disorganico a cavallo della Statale dei Giovi che da Milano porta a Como.
La parrocchiale è stata luogo di battesimo di Giuseppina Raimondi, figlia illegittima del marchese Giorgio e seconda moglie di Giuseppe Garibaldi, presto ripudiata per presunto tradimento. La chiesa, dislocata alla periferia dell'abitato è dedicata a Santa Maria Immacolata e fino al 1600 serviva i nuclei di Socco e Bulgorello.
A poca distanza si trova la "Cascina Mondello", sempre nel comune di Fino Mornasco, in Provincia di Como.